# Хуршудян, Лендруш Аршакович
Лендруш Аршакович Хуршудян (арм. Լենդրուշ Արշակի Խուրշուդյան; 1927—1999) — советский и армянский учёный и педагог в области истории экономики, доктор исторических наук, профессор, член-корреспондент Академии наук Армянской ССР (1990), действительный член Академии наук Армении (1996).

## Биография
Родился 1 мая 1927 года в селе Шинуайр, Горисской области Армянской ССР.
С 1946 по 1951 год обучался на историческом факультете Ереванского государственного университета, с 1952 по 1955 год обучался в аспирантуре этого университета.
С 1956 по 1974 год на научной работе в Институте истории АН Армянской ССР в качестве научного сотрудника и старшего научного сотрудника. С 1974 по 1977 год на педагогической работе в Армянском государственном педагогическом институте в должности заведующего кафедрой научного коммунизма.
С 1977 по 1999 год на педагогической работе на историческом факультете Ереванского государственного университета в должности заведующего кафедрой истории армянского народа. С 1991 по 1993 год — заместитель академика-секретаря Отделения истории и экономики Национальной академии наук Армении.

### Научно-педагогическая деятельность и вклад в науку
Основная научно-педагогическая деятельность Л. А. Хуршудяна была связана с вопросами в области армянского вопроса, проблеме армянской национальной идеологии и армянским политическим партиям и объединениям, вопросам истории Спюрка и Нагорного Карабаха, национально-освободительной борьбе в Армении, истории экономики, установлению советской власти в Армении и революционному движению Закавказья.
В 1956 году защитил кандидатскую диссертацию по теме: «С. Г. Шаумян — выдающийся деятель Коммунистической партии и советского государства (1917—1918 гг.)», в 1967 году защитил докторскую диссертацию на соискание учёной степени доктор исторических наук по теме: «Армянские зарубежные партии на современном этапе». В 1980 году ему присвоено учёное звание профессор. В 1990 году он был избран член-корреспондентом Академии наук Армянской ССР, в 1996 году он был избран — действительным членом НАН Армении. Л. А. Хуршудяном было написано более восьмидесяти научных работ, в том числе научных работ опубликованных в ведущих научных журналах.

### Общественно-политическая деятельность
С 1990 года Л. А. Хуршудян был избран — членом Президиума XXIX съезда Коммунистической партии Армении
Скончался 7 июня 1999 года в Ереване.

## Основные труды
- С. Г. Шаумян — выдающийся деятель Коммунистической партии и советского государства (1917—1918 гг.) / М-во высш. образования СССР. Ереванский гос. ун-т им. В. М. Молотова. — Ереван : [б. и.], 1956
- Армянские зарубежные партии на современном этапе. — Ереван, 1965. — 557 с.
- Истина — единственный критерий исторической науки : Причины и цели нового этапа антиарм. компании, развернувшейся в Азербайджане в связи с пробл. Нагор. Карабаха / Л. А. Хуршудян; Ерев. гос. ун-т. — Ереван : Изд-во Ерев. ун-та, 1989. — 45 с. ISBN 5-8084-0124-0[4]